# Aeropuerto Internacional de Taba
El Aeropuerto Internacional de Taba (en árabe مطار طابا الدولي) (IATA: TCP, OACI: HETB) es un aeropuerto internacional ubicado cerca de Taba, Egipto. 
En 2008, el aeropuerto atendió a 452 710 pasajeros (+47.9 % respecto de 2007). 
El aeropuerto fue construido por Israel en 1972 durante su ocupación de la Península del Sinaí tras la Guerra de los Seis Días.
Fue transferido a control egipcio en 1982.

## Aerolíneas y destinos
| Aerolíneas          | Destinos                                                           |
| ------------------- | ------------------------------------------------------------------ |
| Egyptair            | Chárter: El Cairo                                                  |
| Mayfair Jets        | Chárter estacional: České Budějovice (inicia 2 de febrero de 2024) |
| Smartwings          | Chárter estacional: Brno, Praga                                    |
| Smartwings Poland   | Chárter estacional: Katowice, Varsovia-Chopin                      |
| LOT Polish Airlines | Chárter estacional: Varsovia-Chopin                                |

Se operan vuelos desde el aeropuerto de Moscú Domodedovo ocasionalmente con operaciones regulares.

## Estadísticas
Ver fuente y consulta Wikidata.